# Iron Will – Der Wille zum Sieg
Iron Will – Der Wille zum Sieg ist ein US-amerikanischer Abenteuerfilm von Regisseur Charles Haid. Er wurde im Jahr 1994 veröffentlicht.

## Handlung
Der Vater von Will Stoneman stirbt bei einem Schlittenunfall vor den Augen seines Sohnes. Da die Familie Geld braucht, meldet sich Will bei einem in Kanada im Jahr 1917 stattfindenden Rennen der Hundeschlitten an. Dort winkt ein Preisgeld von 10.000 Dollar, womit er die Familienfarm in South Dakota seiner Mutter überlassen könnte.
Doch einige Schwierigkeiten stellen sich ein, wie der Veranstalter J. W. Harper der Will zuerst nicht teilnehmen lassen will, da Will zu jung (17 Jahre) und zu unerfahren ist. Der Journalist Harry Kingsley hilft Will mit dem Ziel der Reportagen über die Teilnahme des Jungen. Außerdem muss sich Will mit dem Leithund seines Vaters „Gas“, wie die anderen ein Alaskan Husky, auseinandersetzen und den härtesten Konkurrenten beim Rennen bezwingen, den Schweden Guillarson.

## Kritiken
- Roger Ebert (Chicago Sun-Times) schrieb, dass der Film sich von einigen anderen Disney-Filmen unterscheide. Die Familie befinde sich in einer prekären finanziellen Lage. Der Film betreibe Journalisten-Bashing ohne Pointen. Ebert schrieb, dass der Film für jene Zuschauer unterhaltsam sein könne, die Filme über die an den Hundeschlitten-Rennen teilnehmenden Jungen mögen.[1]
- Die Deutsche Film- und Medienbewertung FBW in Wiesbaden verlieh dem Film das Prädikat wertvoll

## Hintergründe
Der Film wurde in den US-Bundesstaaten Maine, Minnesota, Wisconsin und Montana gedreht. Er spielte in den US-Kinos 21 Millionen Dollar ein.